# Apparato lacrimale

Apparato lacrimale

L'apparato lacrimale si compone delle seguenti parti: la ghiandola lacrimale, le ghiandole accessorie (le ghiandole di Krause, le ghiandole di Wolfring-Ciaccio, le ghiandole di Henle; le ghiandole di Zeiss, le ghiandole di Moll e quelle di Meibomio), le vie lacrimali, il sacco lacrimale ed il condotto nasolacrimale, il quale insieme ad altre strutture che sono la palpebra e la congiuntiva, si pongono a protezione ed a difesa dell'occhio.

## Anatomia ed Istologia
La struttura principale dell'apparato lacrimale è rappresentata dalla ghiandola lacrimale. Questa presenta una forma di tipo ellissoidale con il proprio asse maggiore diretto sia medio- lateralmente sia verso il basso. Essa si presenta a contatto a livello superiore e laterale con la periorbita, ovvero quel tessuto che si trova a ricoprire la fossa lacrimale dell'osso frontale; per quanto concerne il suo rapporto infero-mediale si rapporta con alcune strutture, quali principalmente il fornice congiuntivale superiore, la fascia bulbare ed infine il corpo adiposo dell'orbita. Per quanto riguarda la struttura ghiandolare, essa si presenta divisa in due parti, di differente grandezza. Queste due zone, benché distinte, permangono sempre in contatto ed in continuità fra loro a livello della regione posteriore della ghiandola lacrimale, dietro quella che viene definita l'espansione laterale del tendine del muscolo elevatore della palpebra superiore. Si ha così una separazione anatomica definita incompleta.[2] È possibile riconosce una regione superiore o anche detta ghiandola lacrimale superiore, che rappresenta la parte orbitale: essa si presenta con una forma tendenzialmente ovoidale e ha dimensioni maggiori rispetto alla parte palpebrale. Ha una larghezza di circa 12 mm e uno spessore di 5 mm; pesa tra gli 0,7 e 0,8 g. Presenta un diametro maggiore di circa 20 mm, il quale prende rapporto superiormente con la fossa lacrimale dell'osso frontale; mentre inferiormente si adagia sui tendini dei muscoli oculari, in particolar modo con quelli del muscolo retto laterale e del muscolo elevatore della palpebra superiore. Anteriormente invece si arriva a sfiorare la parte laterale del margine anteriore dell'orbita. L’altra regione individuata è quella inferiore, chiamata anche comunemente ghiandola lacrimale inferiore, la quale è costituita dalla parte palpebrale, che solitamente si presenta con una morfologia più piccola e appiattita. Si localizza a livello anatomico sotto l'espansione laterale del muscolo elevatore della palpebra superiore, autore della divisione della ghiandola tra parte superiore ed inferiore. Entra in rapporto, inferiormente, con il corpo adiposo dell'orbita, mentre in avanti arriva a raggiungere il fornice congiuntivale. La divisione di queste due zone, come già detto, si ha per opera di un’espansione laterale del tendine del muscolo elevatore della palpebra superiore, che si continua trasversalmente all’interno della ghiandola e la divide parzialmente.  La ghiandola lacrimale possiede numerosi dotti escretori. Questi sono in numero dai 3 ai 5 nella sua porzione orbitale e prendono il nome, in questa zona, di dotti escretori principali; sono invece in numero maggiore nella porzione palpebrale: è possibile infatti individuarne dai 6 agli 8 e sono detti dotti escretori accessori. Tutti quanti i dotti escretori si aprono nel sacco congiuntivale in prossimità del fornice congiuntivale superiore. [2] La ghiandola lacrimale, inoltre, è avvolta da una capsula fibrosa che protegge la componente parenchimale e, tramite più ordini di sepimenti, la suddivide in lobi e lobuli.  Per ciò che concerne l’istologia della ghiandola lacrimale, essa può essere classificata come una ghiandola di tipo tubuloacinoso composto. Questa classificazione è determinata dal fatto che la ghiandola lacrimale possiede adenomeri di forma generalmente tubulare, anche se non sono rare alcune forme di adenomeri a forma acinosa.[3] Gli adenomeri della ghiandola lacrimale, la cui funzione è la produzione e la secrezione del liquido lacrimale, sono composti da un singolo strato di cellule epiteliali batiprismatiche, le quali al loro interno presentano dei granuli citoplasmatici. Il loro secreto, come detto, è il liquido lacrimale il quale si presenta come un liquido incolore, acquoso, a reazione alcalina con al suo interno tracce di cloruro, bicarbonato di sodio e proteine. Possiamo inoltre riscontrarvi alcuni agenti antibatterici come ad esempio il lisozima, che è un potente enzima ad azione antibatterica; la lattoferrina, un chelante dello ione ferro con funzione batteriostatica, e immunoglobuline IgA. Le due funzioni principali del liquido lacrimale sono:  mantenere umida la cornea e la congiuntiva; proteggere la mucosa oculare dalla contaminazione batterica. L'irrorazione sanguigna arteriosa della ghiandola lacrimale è data dall'arteria lacrimale, un piccolo ramo dell'arteria oftalmica che a sua volta è il primo ramo a distaccarsi dall'arteria carotide interna. Per quanto riguarda la circolazione venosa essa è tributaria della vena lacrimale che in seguito drena nella vena oftalmica superiore. I vasi linfatici della ghiandola lacrimale sono tributari dei linfonodi preauricolari e parotidei profondi.  L'innervazione nervosa è data da alcuni rami del nervo lacrimale, i quali portano fibre eccitosecretrici parasimpatiche postgangliari provenienti dal ganglio sfenopalatino, mentre le fibre pregangliari giungono dal nervo intermedio ed arrivano fino al nervo lacrimale tramite anastomosi. In particolar modo una stimolazione parasimpatica può portare a una depolarizzazione con conseguente degranulazione delle cellule secernenti degli adenomeri ed una contrazione dei dotti escretori. A differenza della stimolazione precedente, la stimolazione simpatica di per sé pare avere poco effetto sulla secrezione lacrimale, ma ha sicuramente un ruolo importante nel modulare il flusso ematico ghiandolare.[4] In questa ghiandola ha luogo una secrezione di tipo riflesso, cioè di tipo accessuale, che è innescata da stimoli sensitivi sia a livello corneale che a livello congiuntivale. La secrezione riflessa può essere di duplice origine: periferica o centrale. Qualora vi sia un’irritazione del riflesso trigeminale si può andar incontro a iperlacrimia sia uni che bilaterale. Fanno parte di questo apparato anche le ghiandole accessorie, le quali sono ritenute responsabili della secrezione basale. Le ghiandole sono:
- le ghiandole di Henle;
- le ghiandole di Wolfring-Ciaccio, allocate lungo il margine orbitale dei tarsi, sia superiormente che inferiormente;
- le ghiandole di Zeiss, elementi di tipo sebaceo molto piccoli, che si trovano annessi alle ciglia;
- le ghiandole di Krause, che sono le più presenti a livello quantitativo (circa i due terzi). Sono allocate nello stroma della congiuntiva dei fornici, nella zona superiore e laterale del fornice stesso e sono deputate alla secrezione della parte mucosa del secreto lacrimale;
- le ghiandole del Moll, di tipologia sudoripara apocrina, che si collocano in prossimità della base ciliare palpebrale;
- le ghiandole di Meibomio o ghiandole tarsali, formate da 12-13 unità che vanno a disporsi lungo tutto il dotto centrale lungo un margine verticale; sono di tipologia mucipara.[5]

## Embriologia
Lo sviluppo degli occhi, a livello embrionale, inizia già alla quarta settimana gestazionale; ma è soltanto dalla sesta settimana che inizia lo sviluppo degli annessi oculari. Infatti nell’uomo, in questo preciso momento della gestazione, compaiono sull'ectoderma di rivestimento prossimo agli abbozzi degli occhi due pliche palpebrali: una in zona dorsale e una in zona ventrale: queste crescono una verso l'altra e si fondono in una linea orizzontale. Successivamente, al settimo mese, la linea di fusione si scinde separando definitivamente le due palpebre superiore ed inferiore, rivestite su entrambi i versanti da un epitelio di derivazione ectodermica il quale andrà a costituire il sacco congiuntivale sul lato interno e l'epidermide palpebrale su quello esterno. Durante il terzo mese si iniziano a formare le ciglia e le varie ghiandole: le sebacee e le ghiandole di Meibomio che si collocano all’interno delle palpebre e la ghiandola lacrimale, esterna allo spessore palpebrale. In un secondo momento si plasmeranno, nella parte superiore della cavità orbitaria, le ghiandole parietali extraorbitarie principali. Durante lo sviluppo embrionale si possono presentare delle anomalie di sviluppo principalmente dovute all’evoluzione del sistema nervoso stesso, che comportano in concomitanza, a volte, un’alterazione sia del neuro e che dello splancnocranio, ma anche malformazioni dovute alle mancate interazioni a livello dello sviluppo oculare. Altre anomalie possono essere attribuite a cause genetiche ereditarie, ovvero ad altre cause acquisite quali: infezioni virali come la rosolia e il citomegalovirus, infezioni parassitarie come il toxoplasma o ancora agenti teratogeni ecc.[6]

## Patologia
La patologia dell'apparato lacrimale è piuttosto ridotta e in continuo aggiornamento da parte della comunità medica scientifica. Possiamo avere casi di ostruzione dei dotti in qualsiasi punto delle vie lacrimali, i quali possono essere dovuti ad esempio a malformazioni congenite, che causano ristagno del liquido lacrimale all'interno dei dotti. Possiamo riscontrare infezioni sia in acuto che in cronico; traumi di varia natura e tumori. La sintomatologia di insorgenza dipende dalla tipologia di ostruzione, cioè in base a dove si troverà l’ostruzione al normale deflusso. Si possono avere:
- Epifora: una fuoriuscita delle lacrime di abbondanza variabile;
- Congiuntivite ricorrente;
- Dacriocistite, consiste in una dilatazione del sacco lacrimale da accumulo di secreto lacrimale, la quale può evolvere, infettandosi, in un ascesso faciale (dacriocistite suppurativa) o in cisti cronica (dacriocistocele).

La diagnosi si può fare su base clinica e strumentale. Può essere necessario un lavaggio o sondaggio delle vie lacrimali, soprattutto nel caso di una stenosi delle vie lacrimali congenite nel paziente pediatrico. Come approccio diagnostico strumentale può essere utile una dacrio risonanza magnetica nucleare (dacrio RMN) o una dacrio TAC, che forniscano una ricostruzione in 3D del massiccio facciale. Il consulto multidisciplinare fra i vari specialisti è sempre da considerare. Sin dall’infanzia è di assoluta necessità la prevenzione, soprattutto in quei pazienti che presentano già dalla nascita stenosi delle vie lacrimali con secrezioni purulente. Trova indicazione una costante pulizia delle fosse nasali con lavaggi a base di soluzione fisiologica e l'uso di colliri antisettici o a lacrime artificiali. La mancanza o l'insufficienza di liquido lacrimale può essere molto dannoso per l'apparato visivo in quanto verrebbero a mancare le due funzioni principali svolte dal liquido lacrimale ovvero la umidificazione, lubrificazione e protezione dei tessuti oculari. Ciò può causare quadri di secchezza oculare (xeroftalmia) o a più complessi quadri infiammatori (cheratocongiuntivite secca, anche detta comunemente "sindrome dell'occhio secco"). Le cause più comuni vanno da situazioni ambientali quali il vento, il caldo, l’esposizione al sole, oppure altre condizioni fisio-patologiche come ad esempio l'età avanzata, l'eccessivo utilizzo di videoterminali, cause legate a specifiche attività professionali (es. saldatori), eccetera. La xeroftalmia e la cheratocongiuntivite secca possono riconoscere come causa una carenza di vitamina A nella dieta. [7] Il sintomo prototipico è la creazione di zonule dell'occhio dette dry spot dove la lacrimazione risulta insufficiente o inefficace e il paziente lamenta dolore, prurito, fotofobia e sensazione di corpo estraneo. La cura si avvale di colliri medicati e lubrificanti oculari; la prevenzione consiste nell'educare il paziente a modificare in meglio le abitudini che lo hanno portato a sviluppare tale patologia. Tra le varie patologie che possono colpire l'apparato lacrimale si riscontra, con un’incidenza maggiore nella popolazione femminile tra i 30 e 50 anni, la sindrome di Sjögren, una malattia a eziologia ignota di tipo autoimmune, caratterizzata dalla progressiva distruzione del parenchima di varie ghiandole esocrine, compresa la ghiandola lacrimale, ad opera dei linfociti B e T del paziente. Essa si manifesta con secchezza sia a livello orale che a livello oculare e può coinvolgere anche altri organi e apparati. Si può manifestare in due forme: primaria, che si presenta isolatamente e secondaria in associazione con altre malattie autoimmuni, quali per esempio artrite reumatoide, Lupus Eritematoso Sistemico (LES), sclerodermia, connettivite mista, cirrosi biliare primitiva, vasculiti, epatite cronica attiva. La sintomatologia è legata alla progressiva diminuzione dell’attività secretiva ghiandolare. Spesso fra il quadro clinico conclamato e la diagnosi definitiva intercorrono di media dagli 8 ai 10 anni, proprio perché il decorso è lento e progressivo. A livello oculare il paziente riferisce una sensazione di corpo estraneo “a granelli di sabbia” in particolare modo nella zona palpebrale. Le manifestazioni possono comprendere anche iperemia congiuntivale, bruciore, accumulo di filamenti di muco nell’angolo mediale dell’occhio, prurito e possibile sensibilità aumentata alla luce, di solito accompagnate da diminuita lacrimazione. La diagnosi in questo caso viene fatta mediante il test di Schirmer e l’analisi del liquido lacrimale. La terapia è mirata e cerca di limitare quelli che sono gli effetti dannosi della cheratocongiuntivite secca, grazie all’uso di colliri di lacrime artificiali. Se si giunge alla formazione di ulcerazioni della mucosa oftalmica può essere consigliato un bendaggio dell’occhio e impacchi a base di sostanze antisettiche ed antibiotiche. [8]

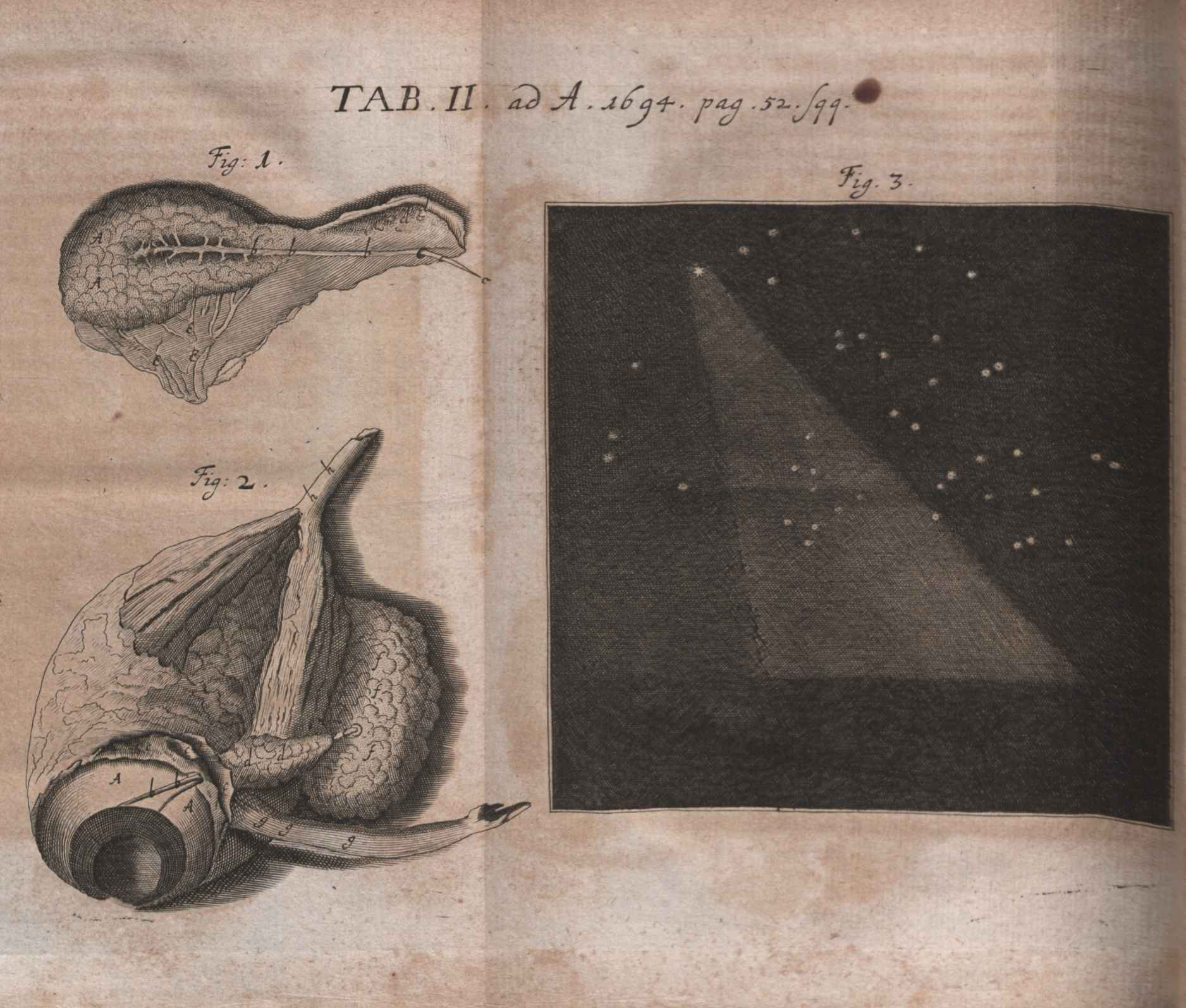
Fig. 1-2: Illustrazioni storiche di studi sulle ghiandole lacrimali. Articolo intitolato Glandula nova lachrymalis... e pubblicato sugli Acta Eruditorum del 1694